# Acontia titania
Acontia titania är en fjärilsart som beskrevs av Freyer 1852. Acontia titania ingår i släktet Acontia och familjen nattflyn. Inga underarter finns listade i Catalogue of Life.